# NGC 7306
NGC 7306 је спирална галаксија у сазвежђу Јужна риба која се налази на NGC листи објеката дубоког неба.
Деклинација објекта је - 27° 14' 45" а ректасцензија 22h 33m 16,4s. Привидна величина (магнитуда) објекта NGC 7306 износи 12,7 а фотографска магнитуда 13,5. Налази се на удаљености од 46,320 милиона парсека од Сунца. NGC 7306 је још познат и под ознакама ESO 468-11, MCG -5-53-14, VV 832, IRAS 22304-2730, PGC 69132.